# Tim Guénard
Pour les articles homonymes, voir Guénard.
Tim Guénard, de son vrai nom Philippe Guénard, né le 9 août 1958, est un conférencier catholique et écrivain français.
En 2021, il est mis en examen pour viol et agressions sexuelles.

## Biographie
Né au sein d'un couple désuni, Philippe Guénard est confié à l'âge de 7 ans à la garde de son père. Après un passage par Paris, il vit avec lui dans la Somme. Violenté par son père alcoolique et victime d'abus sexuels, il est confié aux services sociaux et placé dans différentes familles d'accueil dans le Nord de la France. À l'âge de 12 ans, selon son autobiographie Plus fort que la haine, il tombe dans la délinquance et est envoyé en maison de correction après avoir incendié la grange de la famille qui l'accueillait.
Il se convertit au catholicisme dans les années 1970, notamment sous l'influence de Thomas Philippe, dont il devient un intime, prêtre dominicain cofondateur avec Jean Vanier de l'association L'Arche, où il entre en 1977 à l'âge de 20 ans.
Il s'installe peu après dans une maison des Pyrénées proche de Lourdes où il accueille sur un mode communautaire des personnes en difficulté. Thomas Philippe s'y rend régulièrement pour prêcher des retraites jusqu'à sa mort en 1993.
Il est marié et père de quatre enfants.

## Plus fort que la haine
Il est l'auteur en 1999 d'un best-seller autobiographique Plus fort que la haine vendu à plus de 220 000 exemplaires et traduit en plusieurs langues. Considéré comme un modèle de résilience selon Boris Cyrulnik,, il témoigne de sa vie et de sa conversion au catholicisme, en France et à l'étranger (Pologne, Suisse, Espagne, Belgique, Argentine), sur des plateaux de télévision, dans des établissements scolaires catholiques, des paroisses et des prisons,.
L'authenticité de ce récit est mise en doute par des témoignages et des données factuelles. Ses origines étrangères, prétendument canadiennes et iroquoises, sont inventées. Contrairement à ce qu'écrit Tim Guénard, il n'a pas été hospitalisé pendant deux ans après des coups portés par son père. Sa mère nie l'avoir abandonné. La description qu'il fait des maisons de correction, qu'il aurait fréquentées dans son adolescence, ne correspond pas à la réalité de l'époque. Il n'est pas passé par les Compagnons du Devoir ni n'a pratiqué la boxe. Pour le quotidien La Croix, « Plus fort que la haine compile des anecdotes extraordinaires, confinant parfois à l’invraisemblable ».

## Viol et agressions sexuelles
En décembre 2021, il est mis en examen pour « viol et agressions sexuelles » sur une jeune femme rencontrée en 2019 lors d'une retraite spirituelle en Belgique dans l'ancien prieuré de Libramont des frères de Saint-Jean,,. Les faits se seraient produits entre novembre et décembre 2019, en Belgique et en région parisienne. Tim Guénard plaide une relation consentie.
L’enquête judiciaire s'achève le 14 septembre 2023, ouvrant la voie à un procès devant une cour criminelle,. Celui-ci est ordonné à son encontre en mai 2025, décision dont il fait appel. Selon l'ordonnance de mise en accusation, l'abus sexuel aurait eu lieu dans le cadre d'une « expérience mystique et spirituelle » utilisée comme « stratagème » à cette fin. Il pourrait avoir reproduit le mode opératoire de Thomas Philippe, son père spirituel, auteur de nombreux abus sexuels à L'Arche,,. Une autre femme a témoigné auprès des enquêteurs de faits similaires que Tim Guénard aurait commis dans les années 1970.

## Publications
- Plus fort que la haine, J'ai lu, coll. « Littérature Générale », 1999
- avec Michel et Véronique de Williencourt, Le pardon qui désenchaîne, Éditions du Livre ouvert, coll. « Paroles de vie », 2002
- Tagueurs d'espérance (préf. Boris Cyrulnik), Presses de la Renaissance, 2002[14]
- Quand le murmure devient cri, éditions de la Loupe, coll. « Récits », 2006
- Prières glanées, Presses de la Renaissance, 2006
- Le combat de l'amour, éditions du Livre ouvert, coll. « Paroles libres », 2010

## Documentaire
- Tim, histoire d'un enfant perdu, de Serimage films (prod.) et de Michel  Mangin, Tim Guénard (réal.), 1999, 52 minutes